# Innerferrera
Innerferrera (rätoromanska: Calantgil ) är en ort och tidigare kommun i regionen Viamala i kantonen Graubünden, Schweiz.. Den ingår sedan 2008 i kommunen Ferrera.